# Hatib (huyện)
Huyện Hatib là một huyện thuộc tỉnh Shabwah, Yemen. Đến thời điểm năm 2003, huyện này có dân số 13335 người